# Bonanza Creek
Bonanza Creek – rzeka w Ameryce Północnej, w kanadyjskim Jukonie, dopływ Klondike River o długości 32 km. Ma swoje źródła na szczycie King Solomon’s Dome.
Na przełomie XIX i XX wieku stała się centrum gorączki złota, która ściągnęła w jej rejon tysiące poszukiwaczy. Przed 1896 roku nosiła nazwę Rabbit Creek, zmienioną przez poszukiwaczy na obecną.
Na terenach eksploracji złóż złota utworzono Narodowy park historyczny gorączki złota nad Klondike (ang. Klondike Gold Rush National Historical Park) w USA i Dawson Historical Complex w Kanadzie, a także objęto ochroną muzealną szereg obiektów związanych z historią tych wydarzeń.